# Galgo español
De galgo español is een hondenras dat afkomstig is uit Spanje. De windhond is al honderden jaren raszuiver en was oorspronkelijk vooral terug te vinden op boerderijen, waar het dier optrad als waakhond en op klein wild joeg. Een volwassen reu is ongeveer 68 centimeter hoog, een volwassen teef ongeveer 65 centimeter.

## Historie
De naam "galgo" is waarschijnlijk afkomstig van het Latijnse canis gallicus ("Gallische (Keltische) hond"). De eerst schriftelijke vermelding van een Keltische jachthond, de "vertragus", in de Cynegeticus van Flavius Arrianus, een Romeinse proconsul van Baetica (het huidige Andalusië) in de tweede eeuw na Christus, verwijst mogelijk naar de galgo. Hij beschrijft de hazenjacht in Spanje met windhonden die grote overeenkomsten vertoont met de methode die heden ten dage nog toegepast wordt in Spanje. Hij vermeldt dat het om een algemene Keltische traditie gaat, die niet beperkt bleef tot een rang of stand.
Vermoedelijk werd ten tijde van de Reconquista de galgo voor het eerst gekruist met de uit Noord-Afrika afkomstige sloughi. 
In de twintigste eeuw werd de galgo op grote schaal gekruist met de Engelse greyhound teneinde snellere honden voor windhondenrennen te verkrijgen. Omdat ze nauwelijks sneller werden, maar wel hun uithoudingsvermogen kwijtraakten, was het succes hiervan beperkt. Op het Spaanse platteland bleef de galgo als vanouds gebruikt worden als jachthond.
De galgo lijkt in veel opzichten op een greyhound. De greyhound is iets groter. Galgo's komen, net als greyhounds, voor in verschillende kleurcombinaties. De greyhound is op het rechte stuk sneller; de galgo is echter wendbaarder en meer geschikt voor de jacht op ruw terrein. Tevens is de galgo minder gevoelig voor blessures. De galgo is een sterke en harde hond. Ze zijn heel makkelijk te houden als huisdier. Erg lief voor het gezin, iets rustiger en afstandelijker tegen vreemden, maar niet of nauwelijks waaks. In Spanje wordt een teefje, een Galga en de reu, een Galgo genoemd.  

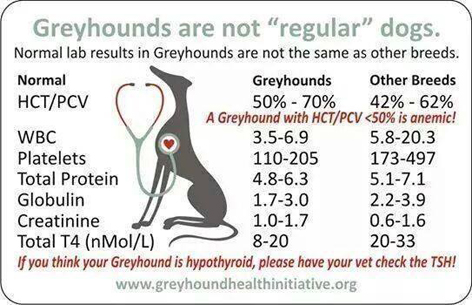

Galgo honden zijn anders dan andere honden. Bijzonder is bijvoorbeeld hun bloed: Ze hebben veel meer rode bloedcellen dan andere honden, hun bloedserum profielen variëren buiten de norm en ze hebben ongebruikelijke bloedgroepen die hen universele bloeddonoren maken. Hun bloed systeem is hyper geladen om snelle energie aan hun spieren af te geven. Vanwege hun unieke bloedsysteem metaboliseren windhonden medicijnen anders. Hun lever is langzamer om geneesmiddelen te metaboliseren, wat betekent dat de effecten langer in hun lichaam blijven. Windhonden zijn gevoeliger voor sommige vlooienbehandelingen en de narcose voor operaties is lastiger. Hoge bloeddruk komt ook vaak voor bij windhonden. Recente studies tonen aan dat dit veroorzaakt wordt door “het white-coat effect” (witte jassen syndroom). Windhonden hebben net als menselijke patiënten die hun bloeddruk zien stijgen als reactie op de stress van een artsen bezoek.  

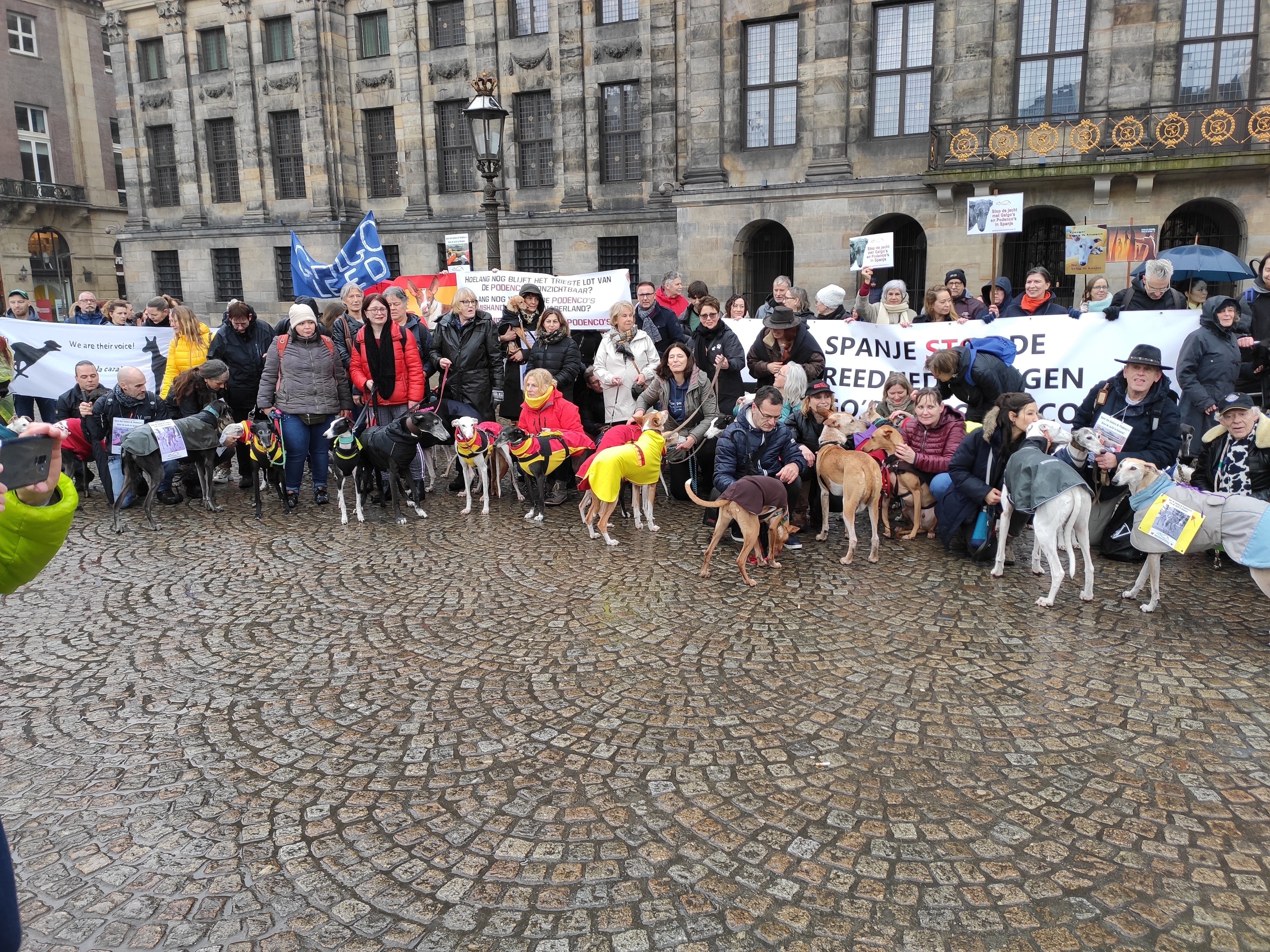

Afghaanse windhond ·
Azawakh ·
Barzoi ·
Chart polski ·
Deerhound ·
Galgo español ·
Greyhound ·
Hongaarse windhond ·
Ierse wolfshond ·
Italiaans windhondje ·
Saloeki ·
Sloughi ·
Whippet